# Сильва, Дарио
Дарио Дебрай Сильва Перейра (порт. Dario Debray Silva Pereira; 2 ноября 1972, Трейнта-и-Трес, Уругвай) — уругвайский футболист.

## Биография
Дарио Сильва начал свою карьеру в 1991 году в клубе «Дефенсор Спортинг». В 1993 году Дарио перешёл в «Пеньяроль», за который в 44 матчах забил 27 мячей. Затем Силва переехал в Италию где выступал за «Кальяри», в клубе он получил прозвище «Sa pibinca» (сардинское слово для обозначения «неприятности» — из-за его агрессивного стиля нападения). После Италии Дарио выступил за три испанских клуба — «Эспаньол», «Малагу» и «Севилью». Проведя семь лет в испанской лиге Дарио решает разорвать свой контракт с «Севильей», и перейти в 2005 году как свободный агент в английский «Портсмут». Однако, вернуться к своей прежней форме он так и не сумел, проведя всего 15 матчей и забив 3 мяча. 14 февраля 2006 года «Портсмут» решает разорвать контракт с Дарио по обоюдному согласию.

### Автомобильная катастрофа
23 сентября 2006 года Дарио получил серьёзные увечья в автомобильной катастрофе, произошедшей в Монтевидео. Дарио потерял контроль над своим пикапом и был отброшен от другой машины в уличный осветительный столб. Сильва проломил череп и получил осложнённый перелом правой ноги. Во время несчастного случая Дарио был с двумя другими бывшими футболистами — Эльбио Папа и Дардо Перейра, они не получили серьёзных ранений.
В тот же день врачи приняли решение ампутировать его ногу ниже колена, и Сильва подвергся операции, которая длилась в течение 3,5 часов. После операции были опасения, что возникнет заражение, но всё прошло успешно. Несколько дней спустя, когда состояние Сильвы стало лучше, его перевели в Испанский госпиталь в Монтевидео. После восстановления, Сильва покинул больницу 5 октября и возвратился в свой дом в Трейнта-и-Трес.

### После аварии
Дарио Сильва полон решимости продолжать заниматься спортом. В ноябре 2006 года Daily Mail сообщила о том, что Сильва начал готовиться к выступлению в 2012 году на Олимпийских играх в качестве гребца.
В декабре 2008 года прошли слухи о переговорах Сильвы с рядом австралийских и клубов MLS, в частности, с ФК «Торонто», но контракт не был подписан. 13 января 2009 года Сильва вышел на поле впервые после аварии. Он принял участие в благотворительном матче между сборными звёзд Уругвая и Аргентины. Сильва даже пробил пенальти в том матче.

## Достижения
Клубные
- Чемпион Уругвая (3): 1993, 1994, 1995

Личные
- Лучший бомбардир чемпионата Уругвая (1): 1994